# Frederick Scheer

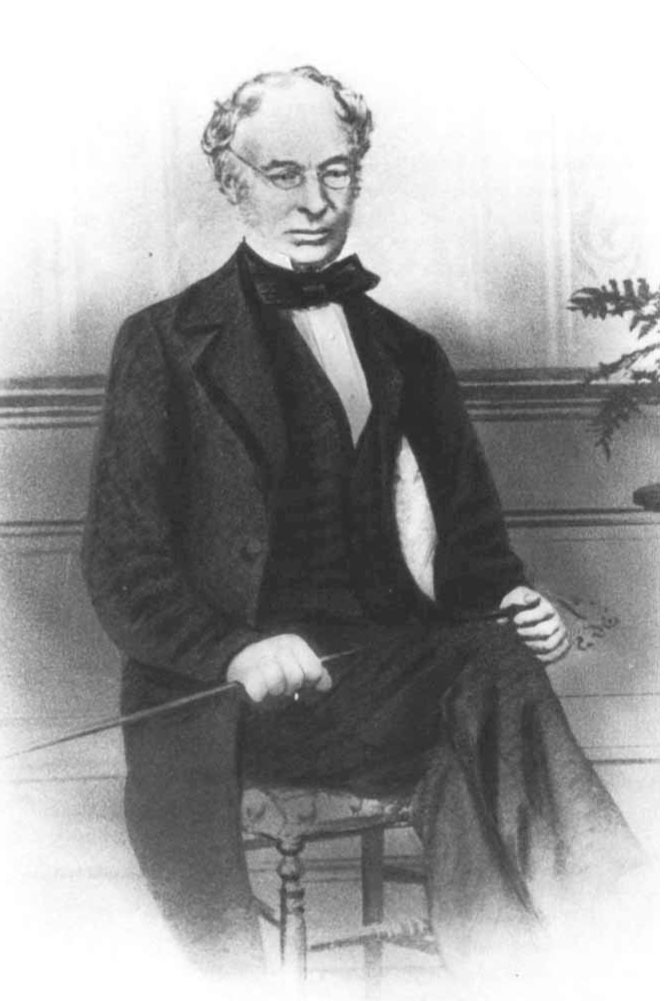
Frederick Scheer

Frederick Scheer, eigentlich Friedrich Scheer (* 1792 auf Rügen, Schwedisch-Pommern; † 30. Dezember 1868 in Northfleet, Vereinigtes Königreich) war ein deutsch-britischer Kaufmann und Pflanzenliebhaber. Er setzte sich um 1840 intensiv für den Erhalt der Royal Botanic Gardens in Kew ein. Sein offizielles botanisches Autorenkürzel lautet „Scheer“.   

## Leben und Wirken
Frederick Scheer war der Sohn eines Pfarrers und wurde 1792 auf der Insel Rügen geboren. Den ersten Teil seines Lebens verbrachte er mit Handelsgeschäften in Russland. Noch als junger Mann ließ er sich in England als Stadtkaufmann nieder. In Kew Green am Rande Londons bewohnte er ein Landhaus, zu dem einen Garten mit einem Gewächshaus gehörte. Dort kultivierte er zahlreiche von ihm importierte Pflanzen.
Scheer, der liberale Standpunkte vertrat, spielte eine wesentliche Rolle bei der Gründung der Anti-Corn Law League und stand mit deren Gründer Richard Cobden in engem Briefkontakt. Zu ihrer Unterstützung schrieb Scheer unter dem Pseudonym „Diogenes“ eine Reihe von Artikeln für den Londoner Morning Chronicle, die 1841 – in Buchform zusammengefasst – veröffentlicht wurden.
Ende der 1830er Jahre gab es Bestrebungen, die Royal Botanic Gardens in Kew als wissenschaftliche Einrichtung aufzulösen und in einen Küchen- und Obstgarten für die Königliche Familie umzuwandeln. Es wurde eine Kommission unter der Leitung von John Lindley eingesetzt, die die Verwaltung, den Zustand und die Zukunft des Gartens untersuchen sollte. Lindleys 1838 angefertigter Bericht, der erst am 12. Mai 1840 dem Parlament des Vereinigten Königreichs vorgelegt wurde, sorgte für eine hitzige Debatte. Scheer verfasste ein kleines Buch mit dem Titel Kew and its Gardens, das 1840 erschien, und in dem er die Geschichte des Gartens schilderte. Er schrieb auch Zeitungsartikel unter dem Pseudonym „Diogenes“. Die Royal Botanic Gardens gingen schließlich in die Verantwortung der Commissioners of Woods and Forests über, die am 1. April 1841 William Jackson Hooker zum ersten Direktor des Gartens ernannten.
Scheers botanisches Interesse galt zu dieser Zeit vor allem den Kakteengewächsen. Er hatte eine umfangreiche Sammlung, darunter zahlreiche neue Arten, die er seit 1842 aus Mexiko vom Direktor der Münze in Chihuahua John Potts erhalten hatte. Er stand mit weiteren Kakteenliebhabern in Kontakt, so beispielsweise mit Joseph zu Salm-Reifferscheidt-Dyck, Ludwig Georg Karl Pfeiffer und Christoph Friedrich Otto. Für Berthold Carl Seemann, der von 1845 bis 1851 Botaniker an Bord der HMS Herald war, bearbeitete Scheer die Beschreibungen der Kakteen.
Die letzten Jahre seines Lebens verbrachte Scheer in Northfleet, Kent. Beim Umzug dorthin verlor er den größten Teil seiner Kakteensammlung. Sein botanisches Interesse konzentrierte sich daraufhin auf die Farne.
Scheer war verheiratet und hatte einen Sohn, der einige Jahre vor ihm starb.

## Dedikationsnamen

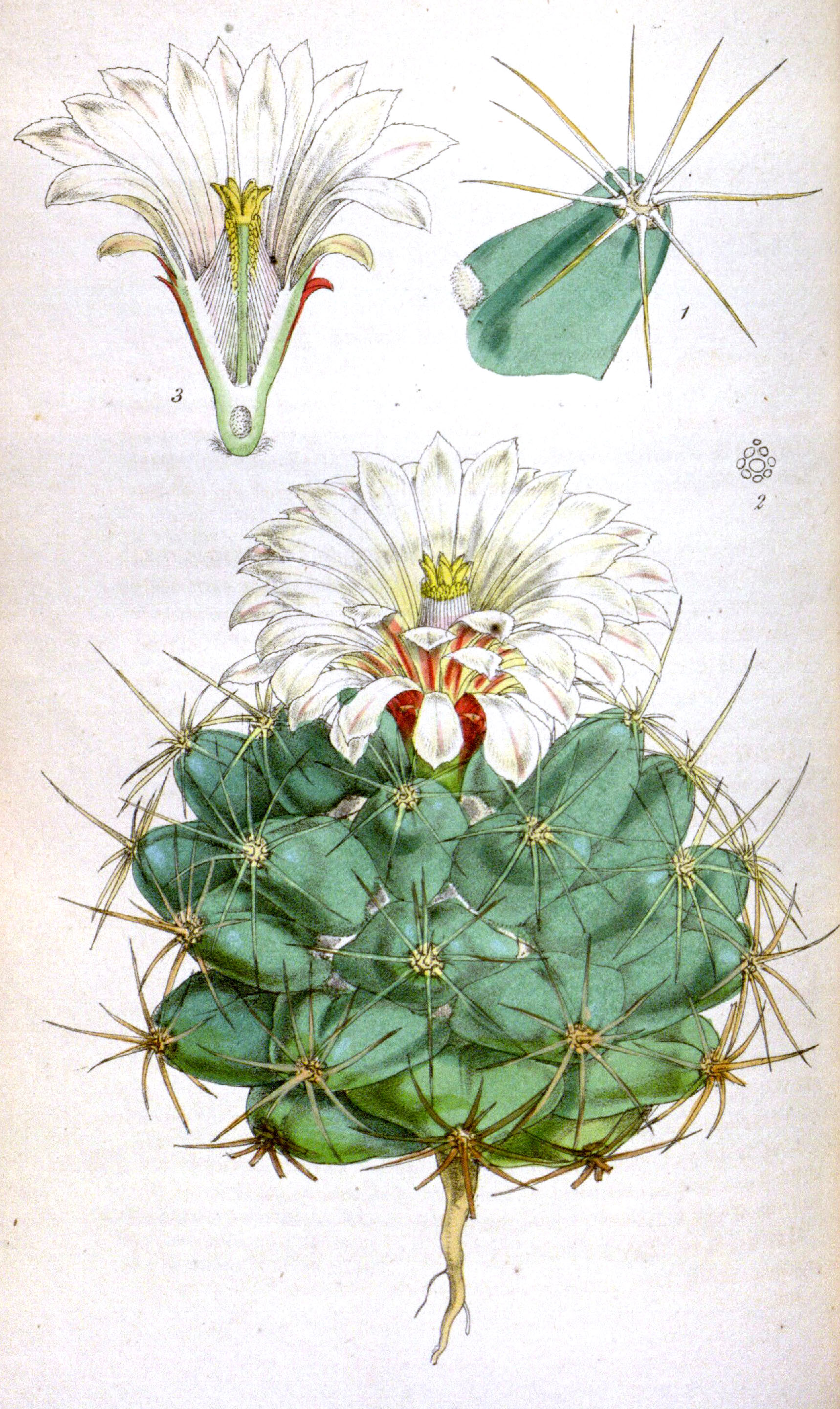
Philipp August Friedrich Mühlenpfordt benannte 1847 diese Kakteenart zu Scheers Ehren als Mammillaria scheeri.

Berthold Carl Seemann benannte ihm zu Ehren die Gattung Scheeria aus der Pflanzenfamilie der Gesneriengewächse (Gesneriaceae).
Nach ihm sind auch unter anderen die sukkulenten Pflanzenarten Coryphantha scheeri,  Echeveria scheeri, Echinocereus scheeri, Echinopsis scheeri und Sclerocactus scheeri benannt.

## Schriften (Auswahl)
- Kew and its Gardens. B. Steill, 1840.
- The Letters of Diogenes, to Sir Robert Peel, Bart. Ridgway and Richardson, London 1841. (online)
- A Brief Description of a New Species of Mamillaria, in the Royal Botanic Gardens of Kew. In: The London Journal of Botany. Band 4, 1845, S. 136–137. (online)
- Cactaceae. In: Berthold Seemann: The botany of the voyage of H.M.S. Herald: under the command of Captain Henry Kellett, R.N., C.B., during the years 1845-51. Lovell Reeve and Co., 1852–1857, S. 285–293. (online)

## Nachweise